# San Mateo (Tarija)
San Mateo ist eine Ortschaft im südamerikanischen Andenstaat Bolivien.

## Lage im Nahraum
San Mateo ist der zentrale Ort des Kanton San Mateo im Municipio Tarija in der Provinz Cercado. Die Ortschaft liegt an der Mündung des Río Sella in den Río Nuevo Guadalquivir, der flussabwärts unterhalb von Tarija nach der Vereinigung mit dem Río Camacho den Namen Río Tarija trägt.

## Geographie
San Mateo liegt günstig zwischen den verschiedenen Klimazonen des Landes am Rande der Anden, so dass meist mildes und angenehmes Wetter herrscht (siehe Klimadiagramm Tarija). In der Regenzeit zwischen Dezember und Februar (Sommermonate) kommt es häufig zu wolkenbruchartigen Gewittern. Der Rest des Jahres ist ausgesprochen niederschlagsarm.
Durch die jahrhundertelange Rodung ist die Landschaft erodiert und die Region um Tarija von kahlen Bergketten umrahmt. Früher einmal war das Gebiet um Tarija die Getreidekammer Boliviens. Heute besteht der Reichtum der Region neben der Landwirtschaft im Erdgas.

## Bevölkerung
Die Einwohnerzahl der Ortschaft ist bedingt durch die Anziehungskraft der Großstadt im vergangenen Jahrzehnt deutlich angestiegen:
| Jahr | Einwohner         | Quelle       |
| ---- | ----------------- | ------------ |
| 1992 | keine Detaildaten | Volkszählung |
| 2001 | 1075              | Volkszählung |
| 2012 | 1735              | Volkszählung |
| 2024 |                   | Volkszählung |

## Gliederung
San Mateo gliederte sich bei der Volkszählung von 2012 in die folgenden einzelnen Ortsteile:
- 06-0101-0600-2001 San Mateo mit 220 Einwohnern
- 06-0101-0600-2002 Zona Centro mit 637 Einwohnern
- 06-0101-0600-2003 Zona Sur mit 530 Einwohnern
- 06-0101-0600-2004 Zona Norte mit 348 Einwohnern

## Verkehrsnetz
Compuerta liegt in einer Entfernung von acht Straßenkilometern nördlich von Tarija, der Hauptstadt des Departamentos.
Durch Tarija verläuft in Süd-Nord-Richtung die Nationalstraße Ruta 1, die von Bermejo an der Grenze zu Argentinien über Tarija, Potosí, Oruro und El Alto zum Titicacasee und der Grenze zu Peru führt.
Vier Kilometer nördlich des Stadtzentrums von Tarija überquert die Ruta 1 in nordwestlicher Richtung den Río Nuevo Guadalquivir, und kurz vorher biegt eine Nebenstraße von der Ruta 1 in nördlicher Richtung ab, die über Compuerta nach San Mateo und weiter nach Monte Centro führt.